# Paul Healion
Paul Healion, né le 3 juin 1978 à Dublin et mort le 16 août 2009 à Ardee, est un coureur cycliste irlandais.

## Biographie
Il meurt dans un accident de voiture le 16 août 2009.

## Palmarès
- 1998
  - 3e du championnat d'Irlande du contre-la-montre
- 2000
  -  Champion d'Irlande du contre-la-montre
- 2001
  -  Champion d'Irlande du critérium
  - Tour d'Armagh
  - 3e du championnat d'Irlande du contre-la-montre
- 2003
  - 3e du championnat d'Irlande du contre-la-montre
- 2004
  -  Champion d'Irlande de poursuite
  - 3e du championnat d'Irlande du critérium
- 2005
  - Tour of the North
- 2006
  - Rás Mumhan :
    - Classement général
    - 3ea étape (contre-la-montre)

  - 3e (contre-la-montre) et 4e étapes du Tour d'Ulster
  - Stephen Roche GP
  - 2e du Lincoln Grand Prix
  - 2e du championnat d'Irlande du contre-la-montre
  - 3e du Tour d'Ulster
- 2007
  - 4e étape de la Rás Mumhan
- 2008
  -  Champion d'Irlande du contre-la-montre
- 2009
  -  Champion d'Irlande du critérium
  - 1re étape du Tour of the North (contre-la-montre)
  - 6e étape de la FBD Insurance Rás
  - 3e étape du Tour of Leinster Two Day

## Classements mondiaux
| Année           | 2005   | 2006  | 2007   | 2008 | 2009 |
| --------------- | ------ | ----- | ------ | ---- | ---- |
| UCI Europe Tour | 1 213e | 1162e | 1 272e | 974e | 942e |